# Lista över tennisspelare

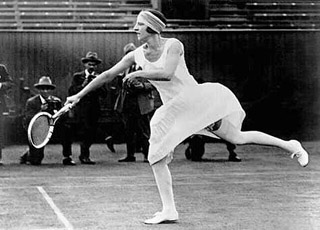
Suzanne Lenglen, legendarisk fransk tennisspelare, aktiv under 1920-talet.

Nedanstående lista visar ett antal av de framgångsrikaste elitspelarna i tennis från olika länder indelad efter de årtionden spelarna hade sina största framgångar i tävlingssammanhang. Indelningen i tidsperioderna är ungefärlig, eftersom överlappningar mellan dessa förekommer. Flera av spelarna är upptagna i International Tennis Hall of Fame. Detta anges i listan efter respektive namn som HF + årtal för upptagandet. Den svenske kungen Gustaf V är som ende monark upptagen (ej med i listan). För en översikt av tennisspelare från ett visst land hänvisas till kategori:tennisspelare. 

## Tennisspelare (1870-talet - nutid)

### 1870-talet
- Vere St Leger Goold, Irland
- Spencer Gore, England
- Frank Hadow, England
- John Hartley, England
- Mary Outerbridge, USA, HF 1981

### 1880-talet
- Clarence Clark, USA, HF 1983
- Joseph Clark, USA, HF 1955
- Lottie Dod, England, HF 1983
- James Dwight, USA, HF 1955
- Willoughby Hamilton, Irland
- Ellen Hansell, USA, HF 1965
- Herbert Lawford, England, HF 2006
- Ernest Renshaw, England, HF 1983
- William Renshaw, England, HF 1983
- Richard Sears, USA, HF 1955
- Henry Slocum, USA, HF 1955
- Bertha Townsend, USA, HF 1974
- Lillian Watson, England
- Maud Watson, England

### 1890-talet
- Juliette Atkinson, USA, HF 1974
- Paul Aymé, Frankrike
- Herbert Baddeley, England
- Wilfred Baddeley, England
- Blanche Bingley Hillyard, England
- John Pius Boland, Storbritannien och Irland
- H. Briggs, England
- Mabel Cahill, USA, HF 1976
- Oliver Campbell, USA, HF 1955
- Malcolm Chace, USA, HF 1961
- P. Girod, Frankrike
- Folmer Hansen, Danmark
- Clarence Hobart, USA
- Fred Hovey, USA, HF 1974
- Harold Mahony, Irland
- Adine Masson, Frankrike
- Joshua Pim, Irland
- Laurent Riboulet, Frankrike
- Lena Rice, Irland
- Ellen Roosevelt, USA, HF 1975
- Jean Schopfer, Frankrike
- Aline Terry, USA
- André Vacherot, Frankrike
- Pontus Qvarnström, Sverige
- Malcolm Whitman, USA, HF 1955
- Robert Wrenn, USA, HF 1955

### 1900-talet
- Märtha Adlerstråhle, Sverige
- Fred Alexander, USA, HF 1961
- Herbert Roper Barrett, England
- Karl Behr, USA, HF 1969
- Ernest Black, Skottland
- Wollmar Boström, Sverige
- William Clothier, USA, HF 1956
- Dwight F. Davis, USA, HF 1956
- Max Decugis, Frankrike
- Laurence Doherty, England, HF 1980
- Reginald Doherty, England, HF 1980
- Maurice Germot, Frankrike
- Kate Gillou Fenwick, Frankrike
- Arthur Gore, England, HF 2006
- Harold Hackett, USA, HF 1961
- Rodney Heath, Australien
- Helen Homans, USA
- Marion Jones Farquhar, USA, HF 2006
- Carl Kempe, Sverige
- William Larned, USA, HF 1956
- Myrtle McAteer, USA
- Elisabeth Moore, USA, HF 1971
- Alain Prévost, Frankrike
- Hélène Prévost, Frankrike
- Horace Rice, Australien
- Frank Riseley, England
- Josiah Ritchie, England
- Muriel Robb, England
- Evelyn Sears, USA
- Gunnar Settervall, Sverige
- Sydney Smith, England
- Charlotte Cooper Sterry, England
- May Sutton, USA, HF 1956
- Ethel Thomson Larcombe, England
- Marcel Vacherot, Frankrike
- Maud Barger-Wallach, USA, HF 1958
- Elsa Wallenberg, Sverige
- Holcombe Ward, USA, HF 1956
- Beals Wright, USA, HF 1956

### 1910-talet
- Olle Andersson (tennisspelare), Sverige
- Dora Boothby, England
- Norman Brookes, Australien, HF 1977
- Marguerite Broquedis, Frankrike
- Mary Browne, USA, HF 1957
- Dorothea Douglass Chambers, England, HF 1981
- Sigrid Fick, Sverige
- Otto Froitzheim, Tyskland
- André Gobert, Frankrike
- Charles Garland, USA, HF 1969
- Clarence Griffin, USA, HF 1970
- Folke Hallengren, Sverige
- Wallace F. Johnson, USA
- Bill Johnston, USA, HF 1958
- Algernon Kingscote, Storbritannien
- Ichiya Kumagae, Japan
- Gordon Lowe, England
- Molla Mallory, Norge/USA, HF 1958
- Jeanne Matthey, Frankrike
- Maurice McLoughlin, USA, HF 1957
- R. Lindley Murray, USA, HF 1958
- James Cecil Parke, Irland
- Ernie Parker, Australien
- Arthur O'Hara Wood, Australien
- Mieken Rieck, Tyskland
- Theodore Roosevelt Pell, USA, HF 1966
- Eleonora Sears, USA, HF 1968
- Marie Wagner, USA, HF 1969
- Anthony Wilding, Nya Zeeland, HF 1978
- Hazel Hotchkiss Wightman, USA, HF 1956
- Richard Norris Williams, USA, HF 1957

### 1920-talet
- Daphne Akhurst, Australien
- Manuel Alonso, Spanien, HF 1977
- Lili de Alvarez, Spanien
- James Outram Anderson, Australien
- François Blanchy, Frankrike
- Jean Borotra, Frankrike, HF 1976
- Kornelia Bouman, Nederländerna
- Esna Boyd, Australien
- Jacques Brugnon, Frankrike, HF 1976
- Henri Cochet, Frankrike, HF 1976
- R.O. Cummings, Australien
- Henri Darsonval, Frankrike
- Lily von Essen, Sverige
- Pierre Etchebaster, Frankrike, (real tennis), HF 1978
- Joan Fry, England
- Masanosuke Fukuda, Japan
- Rhys Gemmell, Australien
- John Colin Gregory, England
- Takeichi Harada, Japan
- John Hawkes, Australien
- Dorothy Holman, Storbritannien
- Francis Hunter, USA, HF 1961
- Seiichiro Kashio, Japan
- Howard Kinsey, USA
- Ichiya Kumagae, Japan
- René Lacoste, Frankrike, HF 1976
- Sylvia Lance Harper, Australien
- Suzanne Lenglen, Frankrike, HF 1978
- Randolph Lycett, England
- Kathleen McKane Godfree, England, HF 1978
- Sune Malmström, Sverige
- Margaret Molesworth, Australien
- Umberto De Morpurgo, Italien
- Brian Norton, Sydafrika
- Pat O'Hara Wood, Australien
- Gerald Patterson, Australien, HF 1989
- Vincent Richards, USA, HF 1959
- Elizabeth Ryan, USA, HF 1972
- Jean Samazeuilh, Frankrike
- Zenzo Shimizu, Japan
- Allan Thorén, Sverige
- Bill Tilden, USA, HF 1959
- Julie Vlasto, Frankrike
- Marcus Wallenberg (1899-1982), Sverige
- Watson Washburn, USA, HF 1965
- Charles Wennergren, Sverige
- Marion Zinderstein, USA

### 1930-talet
- Wilmer Allison, USA, HF 1963
- Cilly Aussem, Tyskland
- Henry Austin, England, HF 1997
- Christian Boussus, Frankrike
- Donald Budge, USA, HF 1964
- Dorothy Bundy Cheney, USA, HF 2004
- Coral Buttsworth, Australien
- Gottfried von Cramm, Tyskland, HF 1977
- Marjorie Cox Crawford, Australien
- Jack Crawford, Australien, HF 1979
- John Doeg, USA, HF 1962
- Ingvar Garell, Sverige
- Keith Gledhill, USA
- Bryan Grant, USA, HF 1972
- Joan Hartigan, Australien
- Henner Henkel, Tyskland
- Harry Hopman, Australien, HF 1978
- Nell Hall Hopman, Australien
- Helen Jacobs, USA, HF 1962
- Freda James, England
- Jadwiga Jedrzejowska, Polen
- Karel Kozeluh, Tjeckien, HF 2006
- Anita Lizana, Chile
- George Lott, USA, HF 1964
- Vivian McGrath, Australien
- Donald McNeill, USA, HF 1965
- Gene Mako, USA, HF 1973
- Alice Marble, USA, HF 1964
- Dan Maskell, England, HF 1996
- Simone Mathieu, Frankrike, HF 2006
- Roderich Menzel, Tjeckoslovakien
- Georg von Metaxa, Österrike och Tyskland
- Tatsuyoshi Miki, Japan
- Helen Wills Moody, USA, HF 1959
- Edgar Moon, Australien
- Ryosuke Nunoi, Japan
- Betty Nuthall, England, HF 1977
- Hans Nüsslein, Tyskland, HF 2006
- Sarah Palfrey, USA, HF 1963
- Fred Perry, England, HF 1975
- Martin Plaa, Frankrike
- Daniel Prenn, Tyskland, England
- Robert Ramillon, Frankrike
- Harry Ramberg, Sverige
- Nils Rohlsson, Sverige
- Dorothy Round, England, HF 1986
- Jiro Sato, Japan
- Kalle Schröder, Sverige
- Margaret Scriven, Storbritannien
- Frank Shields, USA, HF 1964
- Hilde Krahwinkel Sperling, Tyskland
- John Van Ryn, USA, HF 1963
- Kay Stammers, England
- Giorgio de Stefani, Italien
- Ellsworth Vines, USA, HF 1962
- Emily Hood Westacott, Australien
- Sidney Wood, USA, HF 1964
- Curt Östberg, Sverige

### 1940-talet
- József Asbóth, Ungern
- Marcel Bernard, Frankrike
- Pauline Betz, USA, HF 1965
- Nancye Wynne Bolton, Australien, HF 2006
- John Bromwich, Australien, HF 1984
- Louise Brough, USA, HF 1967
- Geoff Brown, Australien
- Tom Brown, USA
- Bob Falkenburg, USA, HF 1974
- Birgit Gullbrandsson, Sverige
- Joe Hunt, USA, HF 1966
- Torsten Johansson, Sverige
- Frank Kovacs, USA
- Jack Kramer, USA, HF 1968
- Nelly Landry, Frankrike
- Thelma Coyne Long, Australien
- Gardnar Mulloy, USA, HF 1972
- Dinny Pails, Australien
- Frank Parker, USA, HF 1966
- Margaret duPont, USA, HF 1967
- Yvon Petra, Frankrike
- Adrian Quist, Australien, HF 1984
- Bobby Riggs, USA, HF 1967
- Ted Schroeder, USA, HF 1966
- Pancho Segura, Ecuador, HF 1984
- Eric Sturgess, Sydafrika
- William Talbert, USA, HF 1967
- Patricia Todd, USA

### 1950-talet
- Malcolm Anderson, Australien, HF 2000
- Jeanne Arth, USA
- Luis Ayala, Chile
- Lennart Bergelin, Sverige
- Shirley Bloomer, England
- Angela Buxton, England
- Maureen Connolly, USA, HF 1968
- Ashley Cooper, Australien, HF 1991
- Sven Davidson, Sverige,  HF 2007
- Jaroslav Drobny, Tjeckoslovakien, HF 1983
- Herbert Flam, USA
- Beverly Fleitz, USA
- Neale Fraser, Australien, HF 1984
- Shirley Fry, USA, HF 1970
- Fausto Gardini, Italien
- Sam Giammalva, USA
- Althea Gibson, USA, HF 1971
- Pancho Gonzales, USA, HF 1968
- Doris Hart, USA, HF 1969
- Rex Hartwig, Australien
- Mary Bevis Hawton, Australien
- Lew Hoad, Australien, HF 1980
- Robert Howe, Australien
- Dorothy Knode, USA
- Zsuzsi Körmöczy, Ungern
- Arthur Larsen, USA, HF 1969
- Barry MacKay, USA
- Ken McGregor, Australien, HF 1999
- Angela Mortimer, England, HF 1993
- Kurt Nielsen, Danmark
- Alex Olmedo, Peru/USA, HF 1987
- Budge Patty, USA, HF 1977
- Beryl Penrose, Australien
- Nicola Pietrangeli, Italien, HF 1986
- Yola Ramirez, Mexiko
- Mary Carter Reitano, Australien
- Hamilton Richardson, USA
- Mervyn Rose, Australien, HF 2001
- Gudrun Johnsson Rosin, Sverige
- Dick Savitt, USA, HF 1976
- Ulf Schmidt, Sverige
- Frank Sedgman, Australien, HF 1979
- Vic Seixas, USA, HF 1971
- Orlando Sirola, Italien
- Jennifer Staley, Australien
- Vera Sukova, Tjeckoslovakien
- Tony Trabert, USA, HF 1970
- Torben Ulrich, Danmark
- Ian Vermaak, Sydafrika

### 1960-talet
- Bill Bowrey, Australien
- Lesley Turner Bowrey, Australien, HF 1997
- Butch Buchholz, USA, HF 2005
- Maria Bueno, Brasilien, HF 1978
- Wilhelm Bungert, Tyskland
- Margaret Smith Court, Australien, HF 1979
- Pierre Darmon, Frankrike
- Owen Davidson, Australien
- Roy Emerson, Australien, HF 1982
- Ken Fletcher, Australien
- Birger Folke, Sverige
- Carole Caldwell Graebner, USA
- Clark Graebner, USA
- Istvan Gulyas, Ungern
- Darlene Hard, USA, HF 1973
- Bob Hewitt, Australien/Sydafrika, HF 1992
- Ann Jones, England, HF 1985
- Christian Kuhnke, Tyskland
- Rod Laver, Australien, HF 1981
- Jan Lehane, Australien
- Jan-Erik Lundqvist, Sverige
- Chuck McKinley, USA, HF 1986
- Frew McMillan Sydafrika
- Martin Mulligan, Australien
- Rafael Osuna, Mexiko, HF 1979
- Dennis Ralston, USA, HF 1987
- Tony Roche, Australien, HF 1986
- Ken Rosewall, Australien, HF 1980
- Nancy Richey, USA, HF 2003
- Christina Sandberg, Sverige
- Manuel Santana, Spanien, HF 1985
- Renée Schuurman, Sydafrika
- John-Anders Sjögren, Sverige
- Fred Stolle, Australien, HF 1985
- Karen Susman, USA
- Judy Tegart, Australien
- Christine Truman, England

### 1970-talet
- John Alexander, Australien
- Anand Amritraj, Indien
- Ashok Amritraj, Indien
- Vijay Amritraj, Indien
- Birger Andersson, Sverige
- Helena Anliot, Sverige
- Julie Anthony, USA
- Arthur Ashe, USA, HF 1985
- Dianne Balestrat, Australien
- Susan Barker, England
- Pierre Barthes, Frankrike
- Peaches Bartkowitz, USA
- Ove Bengtson, Sverige
- Ingrid Bentzer, Sverige
- Björn Borg, Sverige, HF 1987
- Rosie Casals, USA, HF 1996
- Jimmy Connors, USA, HF 1998
- Phil Dent, Australien
- Cliff Drysdale, Sydafrika
- Francoise Durr, Frankrike, HF 2003
- Mark Edmondson, Australien
- Chris Evert, USA, HF 1995
- Wojtek Fibak, Polen
- Željko Franulović, Kroatien (Jugoslavien)
- Vitas Gerulaitis, USA
- Andres Gimeno, Spanien
- Evonne Goolagong, Australien, HF 1988
- Brian Gottfried, USA
- Helen Gourlay, Australien
- Julie Heldman, USA
- Mima Jaušovec, Jugoslavien
- Leif Johansson, Sverige
- Barbara Jordan, USA
- Billie Jean King, USA, HF 1987
- Ann Kiyomura, USA
- Jan Kodeš, Tjeckoslovakien, HF 1990
- John Lloyd, Storbritannien
- Robert Lutz, USA
- Gene Mayer, USA
- Sandy Mayer, USA
- Frew McMillan, Sydafrika, HF 1992
- Alexander Metreveli, Ryssland
- Olga Morozova, Sovjetunionen
- Ilie Nastase, Rumänien, HF 1991
- John Newcombe, Australien, HF 1986
- Tom Okker, Nederländerna
- Chris O'Neil, Australien
- Manuel Orantes, Spanien
- Adriano Panatta, Italien
- Onny Parun, Nya Zeeland
- Charles Pasarell, USA, Puerto Rico
- Kristy Pigeon, USA
- Nikola Pilić, Kroatien
- Raúl Ramírez, Mexiko
- Kerry Reid, Australien
- Renée Richards, USA
- Marty Riessen, USA
- Ray Ruffels, Australien
- Virginia Ruzici, Rumänien
- Toshiro Sakai, Japan
- Junko Sawamatsu, Japan
- Kazuko Sawamatsu, Japan
- Mariana Simionescu, Rumänien
- Stan Smith, USA, HF 1987
- Harold Solomon, USA
- Betty Stöve, Nederländerna
- Roscoe Tanner, USA
- Roger Taylor, England
- Renata Tomanova, Tjeckoslovakien
- Linda Tuero, USA
- Wendy Turnbull, Australien
- Guillermo Vilas, Argentina, HF 1991
- Virginia Wade, England, HF 1989
- Valerie Ziegenfuss, USA

### 1980-talet
- Jimmy Arias, USA
- Tracy Austin, USA, HF 1992
- Carling Bassett, Kanada
- Bettina Bunge, Tyskland
- Pat Cash, Australien
- Andrej Tjesnokov, Sovjetunionen
- José-Luis Clerc, Argentina
- Kevin Curren, Sydafrika/USA
- Jo Durie, England
- Peter Fleming, USA
- Jan Gunnarsson, Sverige
- Sylvia Hanika, Tyskland
- Andrea Jaeger, USA
- Martín Jaite, Argentina
- Kathy Jordan, USA
- Anders Järryd, Sverige
- Claudia Kohde-Kilsch, Tyskland
- Johan Kriek, Sydafrika
- Henri Leconte, Frankrike
- Ivan Lendl, Tjeckoslovakien/USA, HF 2001
- Catarina Lindqvist, Sverige
- Peter Lundgren, Sverige
- Manuela Maleeva, Bulgarien/Schweiz
- Hana Mandlikova, Tjeckoslovakien/Australien, HF 1994
- Miloslav Mečíř, Slovakien
- Peter McNamara, Australien
- Paul McNamee, Australien
- John McEnroe, USA, HF 1999
- Betsy Nagelsen, USA
- Martina Navratilova, Tjeckoslovakien/USA, HF 2000
- Yannick Noah, Frankrike, HF 2005
- Joakim Nyström, Sverige
- Victor Pecci, Paraguay
- Mikael Pernfors, Sverige
- Raffaella Reggi, Italien
- Emilio Sánchez, Spanien
- Pam Shriver, USA, HF 2002
- Hans Simonsson, Sverige
- Ulf Stenlund, Sverige
- Henrik Sundström, Sverige
- Brian Teacher, USA
- Andrea Temesvari, Ungern
- Thierry Tulasne, Frankrike
- Kim Warwick, Australien
- Mats Wilander, Sverige, HF 2002
- Michael Westphal, Tyskland

### 1990-talet
- Andre Agassi, USA
- Jan Apell, Sverige
- Jordi Arrese, Spanien
- Boris Becker, Tyskland, HF 2003
- Alberto Berasategui, Spanien
- Mahesh Bhupathi, Indien
- Félix Mantilla Botella, Spanien
- Sergi Bruguera, Spanien
- Michael Chang, USA, HF 2008
- Amanda Coetzer, Sydafrika
- Jim Courier, USA, HF 2005
- Kimiko Date, Japan
- Stefan Edberg, Sverige, HF 2004
- Jacco Eltingh, Holland
- Gigi Fernández, Puerto Rico
- Mary Joe Fernández, USA
- Wayne Ferreira, Sydafrika
- Amy Frazier, USA
- Brad Gilbert, USA
- Andrés Gómez, Ecuador
- Steffi Graf, Tyskland, HF 2004
- Paul Haarhuis, Holland
- Anke Huber, Tyskland
- Goran Ivanisevic, Kroatien
- Luke Jensen, USA
- Jevgenij Kafelnikov, Ryssland
- Petr Korda, Tjeckien
- Richard Krajicek, Nederländerna
- Joannette Kruger, Sydafrika
- Nicklas Kulti, Sverige
- Magnus Larsson, Sverige
- Magnus Gustafsson, Sverige
- Mirjana Lučić, Kroatien
- Iva Majoli, Kroatien
- Todd Martin, USA
- Conchita Martínez, Spanien
- Shuzo Matsuoka, Japan
- Patrick McEnroe, USA
- Lori McNeil, USA
- Andrei Medvedev, Ukraina
- Carlos Moya, Spanien
- Thomas Muster, Österrike
- Larisa Neiland, Lettland
- Jana Novotna, Tjeckien, HF 2005
- Leander Paes, Indien
- Cédric Pioline, Frankrike
- Dally Randriantefy, Madagaskar
- Patrick Rafter, Australien, HF 2006
- Marcelo Ríos, Chile
- Marc Rosset, Schweiz
- Greg Rusedski, Storbritannien
- Gabriela Sabatini, Argentina, HF 2006
- Pete Sampras, USA, HF 2007
- Javier Sánchez, Spanien
- Naoko Sawamatsu, Japan
- Monica Seles, Serbien
- Elizabeth Smylie, Australien
- Irina Spîrlea, Rumänien
- Michael Stich, Tyskland
- Cyril Suk, Tjeckien
- Helena Sukova, Tjeckien
- Åsa Svensson, Sverige
- Jeff Tarango, USA
- Nathalie Tauziat, Frankrike
- Arantxa Sánchez Vicario, Spanien, HF 2007
- Aleksandr Volkov, Ryssland
- MaliVai Washington, USA
- Todd Woodbridge, Australien
- Mark Woodforde, Australien
- Natasha Zvereva, Vitryssland

### 2000-talet
- Nicolás Almagro, Spanien
- Mario Ančić, Kroatien
- Sofia Arvidsson, Sverige
- Shinobu Asagoe, Japan
- Simon Aspelin, Sverige
- Victoria Azarenka, Vitryssland
- Marcos Baghdatis, Cypern
- Sybille Bammer, Österrike
- Marion Bartoli, Frankrike
- Tomáš Berdych, Tjeckien
- Jonas Björkman, Sverige
- Cara Black, Zimbabwe
- James Blake, USA
- Alona Bondarenko, Ukraina
- Kateryna Bondarenko, Ukraina
- Elena Bovina, Ryssland
- Guillermo Cañas, Argentina
- Jennifer Capriati, USA
- Juan Ignacio Chela, Argentina
- Arnaud Clément, Frankrike
- Kim Clijsters, Belgien
- Guillermo Coria, Argentina
- Álex Corretja, Spanien
- Albert Costa, Spanien
- Martin Damm, Tjeckien
- Eleni Daniilidou, Grekland
- Lindsay Davenport, USA
- Nikolaj Davydenko, Ryssland
- Nathalie Dechy, Frankrike
- Juan Martín del Potro, Argentina
- Casey Dellacqua, Australien
- Jelena Dementieva, Ryssland
- Jelena Dokić, Serbien
- Novak Djokovic, Serbien
- Gisela Dulko, Argentina
- Thomas Enqvist, Sverige
- Jonathan Erlich, Israel
- Silvia Farina Elia, Italien
- Roger Federer, Schweiz
- Juan Carlos Ferrero, Spanien
- David Ferrer, Spanien
- Mardy Fish, USA
- Anabel Medina Garrigues, Spanien
- Richard Gasquet, Frankrike
- Gastón Gaudio, Argentina
- Tatiana Golovin, Frankrike
- Fernando González, Chile
- Rita Grande, Italien
- Anna-Lena Grönefeld, Tyskland
- Thomas Haas, Tyskland
- Daniela Hantuchová, Slovakien
- Justine Henin, Belgien
- Tim Henman, England
- Lleyton Hewitt, Australien
- Martina Hingis, Schweiz
- Luis Horna, Peru
- Liezel Huber, USA
- Janette Husarova, Slovakien
- Stephen Huss, Australien
- John Isner, USA
- Ana Ivanović, Serbien
- Jelena Janković, Serbien
- Zheng Jie, Kina
- Joachim Johansson, Sverige
- Matilde Johansson, Sverige/Frankrike
- Thomas Johansson, Sverige
- Michail Juzjnyj, Ryssland
- Ivo Karlović, Kroatien
- Nicolas Kiefer, Tyskland
- Maria Kirilenko, Ryssland
- Julian Knowle, Österrike
- Philipp Kohlschreiber, Tyskland
- Jelena Kostanić, Kroatien
- Anna Kournikova, Ryssland
- Michaëlla Krajicek, Nederländerna
- Gustavo Kuerten, Brasilien
- Svetlana Kuznetsova, Ryssland
- Johan Landsberg, Sverige
- Johanna Larsson, Sverige
- Jelena Lichovtseva, Ryssland
- Robert Lindstedt, Sverige
- Ivan Ljubičić, Kroatien
- Peter Luczak, Australien
- Xavier Malisse, Belgien
- Nicolás Massú, Chile
- Paul-Henri Mathieu, Frankrike
- Amélie Mauresmo, Frankrike
- Max Mirnyj, Vitryssland
- Sania Mirza, Indien
- Alicia Molik, Australien
- Juan Monaco, Argentina
- Corina Morariu, USA
- Akiko Morigami, Japan
- Carlos Moya, Spanien
- Gilles Müller, Luxemburg
- Andy Murray, Skottland
- Anastasija Myskina, Ryssland
- Li Na, Kina
- Rafael Nadal, Spanien
- David Nalbandian, Argentina
- Daniel Nestor, Kanada
- Jarkko Nieminen, Finland
- Magnus Norman, Sverige
- Jared Palmer, USA
- Andrei Pavel, Rumänien
- Shahar Peer, Israel
- Flavia Pennetta, Italien
- Nadia Petrova, Ryssland
- Mark Philippoussis, Australien
- Mary Pierce, Frankrike
- Tsvetana Pironkova, Bulgarien
- Kimberly Po-Messerli, USA
- Mariano Puerta, Argentina
- Agnieszka Radwańska, Polen
- Andy Ram, Israel
- Lisa Raymond, USA
- Tommy Robredo, Spanien
- Olivier Rochus, Belgien
- Andy Roddick, USA
- Virginia Ruano Pascual, Spanien
- Marat Safin, Ryssland
- Dinara Safina, Ryssland
- Mara Santangelo, Italien
- Fabrice Santoro, Frankrike
- Francesca Schiavone, Italien
- Patty Schnyder, Schweiz
- Rainer Schüttler, Tyskland
- Gilles Simon, Frankrike
- Paradorn Srichaphan, Thailand
- Meghann Shaughnessy, USA
- Maria Sjarapova, Ryssland
- Anna Smashnova, Israel
- Karolina Šprem, Kroatien
- Katarina Srebotnik, Slovenien
- Radek Štěpánek, Tjeckien
- Samantha Stosur, Australien
- Rennae Stubbs, Australien
- Paola Suárez, Argentina
- Ágnes Szávay, Ungern
- Ai Sugiyama, Japan
- Robin Söderling, Sverige
- Tamarine Tanasugarn, Thailand
- Anna Tjakvetadze, Ryssland
- Viktor Troicki, Serbien
- Jo-Wilfried Tsonga, Frankrike
- Dmitrij Tursunov, Ryssland
- Kevin Ullyett, Zimbabwe
- Nicole Vaidišová, Tjeckien
- Fernando Verdasco, Spanien
- Jelena Vesnina, Ryssland
- Andreas Vinciguerra, Sverige
- Stanislas Wawrinka, Schweiz
- Yanina Wickmayer, Belgien
- Serena Williams, USA
- Venus Williams, USA
- Caroline Wozniacki, Danmark
- Nenad Zimonjić, Serbien
- Vera Zvonarjova, Ryssland

### 2010-talet
- Petra Kvitová, Tjeckien